# الهيئة السعودية للمقاولين
الهيئة السعودية للمقاولين هي هيئة مهنية أهلية مقرها الرياض، ذات شخصية اعتبارية واستقلال مالي تأسست في عام 2015 بقرار من مجلس الوزراء السعودي. تشرف عليها وزارة الشؤون البلدية والقروية والإسكان، وتعنى بإدارة وتطوير صناعة المقاولات في السعودية، وخلق الكفاءات الإنتاجية والبيئة الآمنة وفق معايير الجودة العالمية. تهدف الهيئة إلى حل المشكلات والأزمات التي تواجه المقاولين، وكذلك تشجيع الابتكار وتعزيز التواصل بين الأطراف ذات العلاقة في مجال المقاولات. ويعتبر الحصول على عضوية الهيئة شرطا أساسيا للدخول في المناقصات الحكومية.

## بيئة العمل
وفقاً لمنظمة غريت بليس تو وورك العالمية "Great Place to Work" لعام 2022، حققت الهيئة المركز 14 كأفضل أماكن العمل في القطاع العام في دول مجلس التعاون الخليجي 2022، والمرتبة 23 في أفضل أماكن العمل في المملكة العربية السعودية لعام 2022 – فئة المؤسسات الصغيرة والمتوسطة، والمركز 16 في أفضل أماكن العمل في المملكة العربية السعودية لعام 2021.

## مجلس الإدارة[5]
يُعد مجلس إدارة الهيئة السعودية للمقاولين السلطة العليا في الهيئة والمشرف على إدارة شؤونها وهو المسؤول عن تحقيق الإستراتيجية العامة للهيئة وأدائها، ويقوم بتوجيه نشاطها وأعمالها بما يزيد من فعالية الأداء نحو تحقيق الأهداف التي قامت من أجلها.
ويتكون مجلس إدارة الهيئة من خمســة أعضاء أساســيين تنتخبهم الجمعية العمومية، والتي تتكون من جميع الأعضاء الأساســيين ، بالإضافة إلى ممثلي الجهــات الحكوميــة، وعضو من ذوي الخبرة والاختصاص يصدر قــرار تعيينه من مجلس الوزراء.
محمد بن عبد العزيز العجلان - رئيس مجلس الإدارة للمزيد
م.عبد العزيز بن نايف بن تويلي - نائب رئيس مجلس الإدارة
أ.عاصم بن بطي العتيبي - عضو مجلس الإدارة
أ. محمد بن مطير المشرافي عضو مجلس الإدارة
أ.سعود بن وردي العقيدي عضو مجلس الإدارة
عبد الرحمن العريني - عضو مجلس الإدارة (ممثل وزارة الشؤون البلدية والقروية والإسكان)
أ.عبد السلام بن عبدالله المانع - عضو مجلس الإدارة (ممثل وزارة التجارة)
أ.عبد الله بن سعد السعد - عضو مجلس الإدارة (ممثل وزارة المالية)
م.أحمد محمد الشرقي - عضو مجلس الإدارة (ممثل وزارة الموارد البشرية والتنمية الاجتماعية)
م.خالد بن فهد العريك - عضو مجلس الإدارة (ممثل هيئة كفاءة الإنفاق والمشروعات الحكومية)
م.مهند بن قصي العزاوي - عضو مجلس الإدارة

## أهداف الهيئة وصلاحياتها
- وضع نظام لقطاع المقاولات وتطويره.[5]
- جمع البيانات الإحصائية الخاصة بقطاع المقاولات ونشرها.
- وضع المؤشرات للمعلومات المتعلقة بقطاع المقاولات مثل تسعيرة أدوات ومواد البناء وأجرة المقاولين المتعارف عليها في السوق.
- اعتماد صيغ عقود المقاولات لتكون نموذجية وموحدة.
- إعداد الأبحاث التي تخص القطاع.
- دعم قطاع المقاولات الوطنية والأجنبية في السعودية.
- التواصل مع المقاولين وإبلاغهم بما يخصهم من الأنظمة والتعليمات.
- حصر ومناقشة العوائق التي تواجه المقاولين وقطاع المقاولات ووضع الحلول المناسبة لها.
- تدريب وتأهيل المحكمين في مجال المقاولات.
- حل الاختلافات والمشكلات التي تنشأ بين المقاولين.
- إبقاء المقاولين على اطلاع بفرص الاستثمار الجديدة.
- التحفيز على الاستثمار في قطاع المقاولات.
- تنظيم وإقامة المؤتمرات والندوات والمعارض المتعلقة بقطاع المقاولات.
- تقديم الاستشارات الفنية في مجال المقاولات وفقا لضوابط ومعايير محددة.
- مساعدة الجهات الحكومية وتقديم المقترحات لهم عند وضع التنظيمات المتعلقة بالقطاع.
- تشجيع المقاولين على توطين الوظائف في قطاع المقاولات.
- إنشاء سجلات إلكترونية خاصة بالمقاولين تحوي معلوماتهم وتخصصاتهم وأعمالهم السابقة ليحدد الجمهور مدى الرضا عن أداء المقاول.[6]

## خدمات الهيئة
- التراخيص
- المقاولون المسجلون
- مركز المعلومات
- العقود النموذجية الالكترونية
- الأكاديمية
- المعارض والمؤتمرات
- الخدمات الاستشارية
- منصة مدارء المشاريع
- منصة المشاريع
- تقييم المقاولين
- برنامج مزايا
- ترقية العضوية